# Рест
Рест (норв. Røst) — острівна комуна у складі фюльке Нурланн у Норвегії.
Адміністративний центр комуни — населений пункт Рест (норв. Røstlandet).
До 1 липня 1928 року комуна Рест входила до складу комуни Верей (Нурланн).

## Географічне положення
До складу комуни Рест входить близько 365 островів та шхер. Всі острови комуни Рест входять до складу та розташовані на крайньому півдні Лофотенських островів.
Найбільший острів комуни - Рестландет (норв. Røstlandet). Його площа - 3,6 км². Острів Рестландет рівнинний, частково заболочений - поверхня вкрита великою кількістю невеликих водойм - мілкі озера, болота, баюри. Найвища точка 11 м .
Всі острови комуни Рест розташовані за Північним полярним колом.

## Клімат
Острови та шхери комуни Рест розташовано в межах субарктичного кліматичного поясу, його морського підтипу.

## Тваринний світ
На островах та шхерах комуни Рест знаходяться колонії морських птахів. Місцева колонія іпатки атлантичної вважається найбільшою у Норвегії.

## Транспорт
На острові розташовано летовище «Røst Airport», звідки здійснюються регулярні рейси у Буде.
Для сполучення з іншими островами Лофотенського архіпелагу та материком використовуються пороми. Поромний причал — «Røst ferjekai».

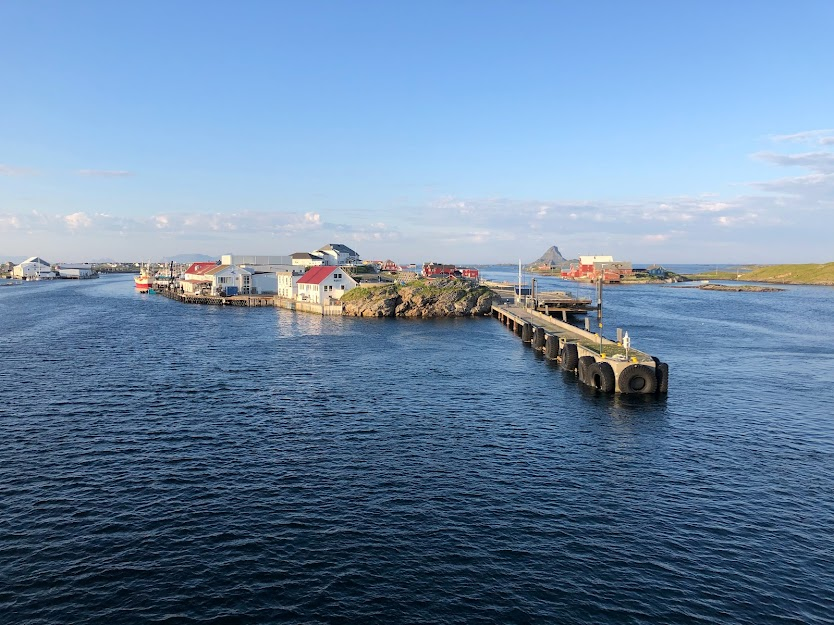
Рест. Поромний причал
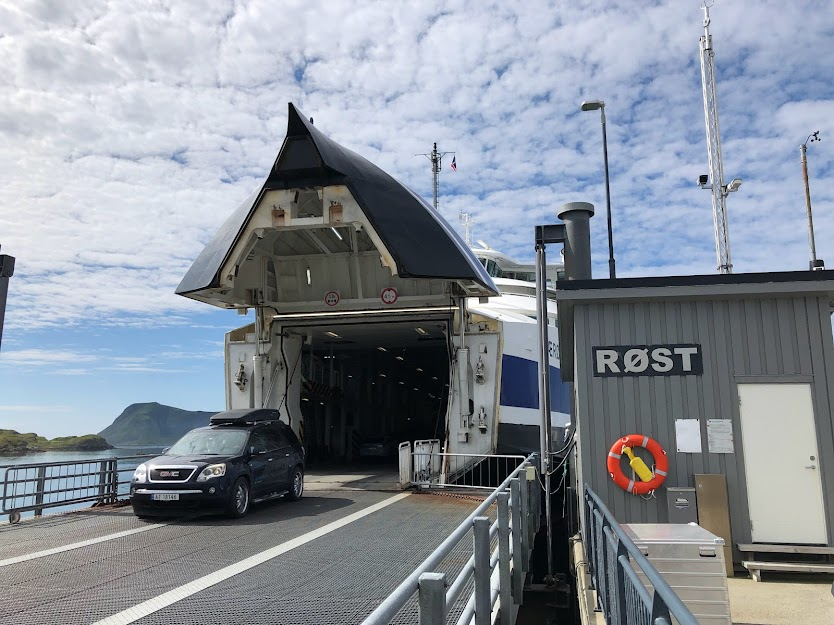
Поромний причал

## Туризм
Руїни середньовічної церкви - одна з точок інтересу туристів, яки дісталися Ресту.

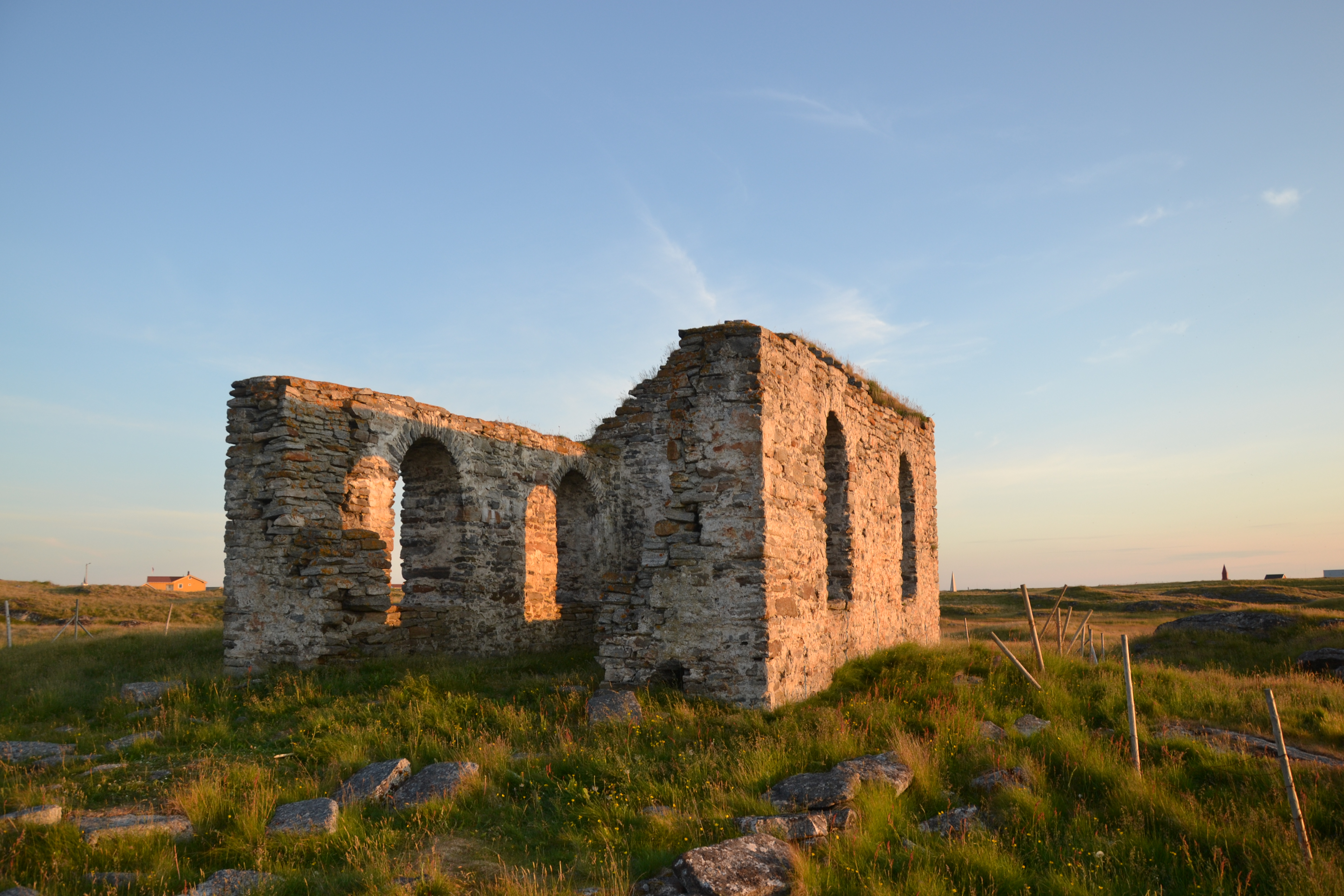
Рест. Руїни середньовічної церкви
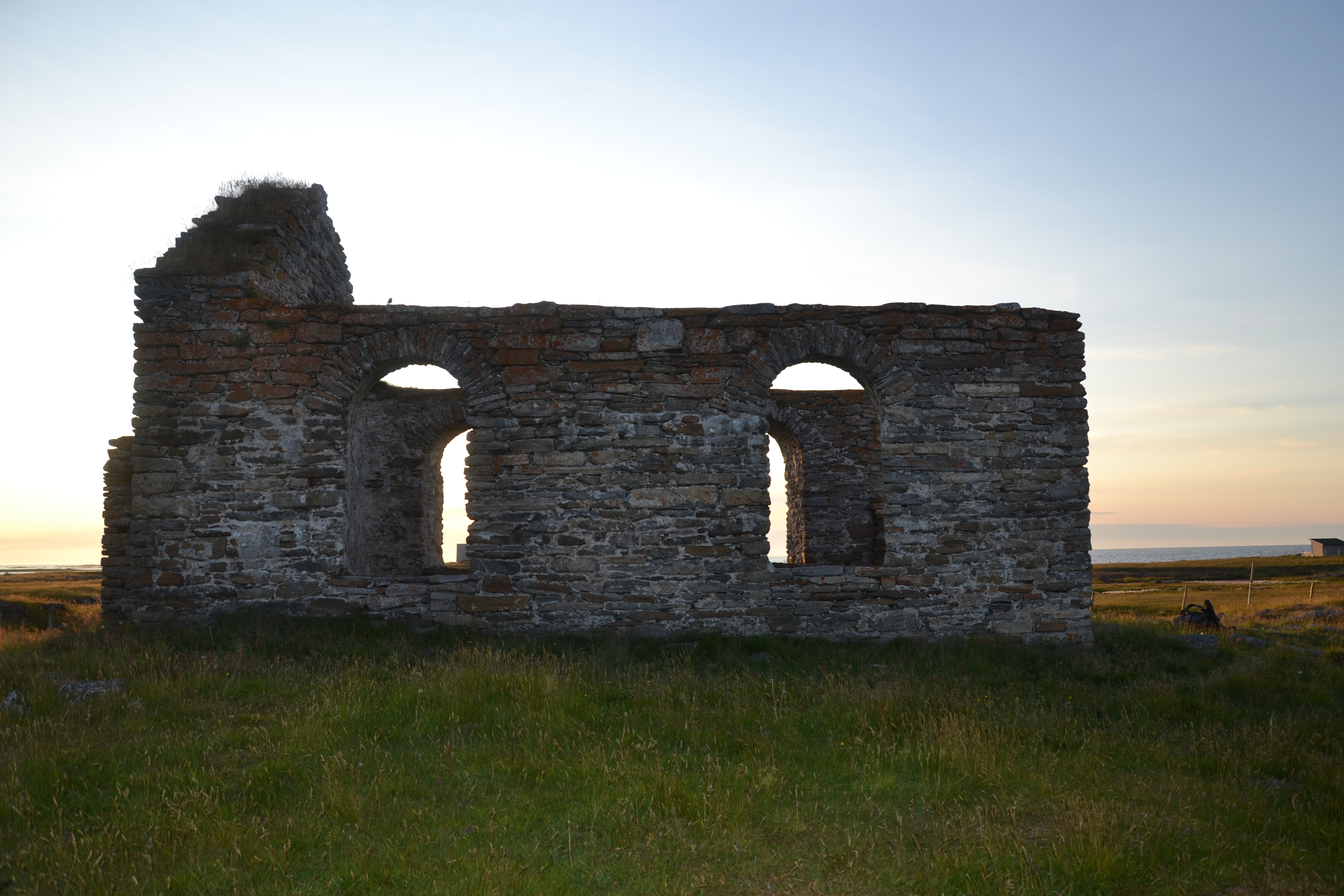
Рест. Руїни середньовічної церкви. Вигляд збоку
Маркування туристичних стежок на острові

## Галерея

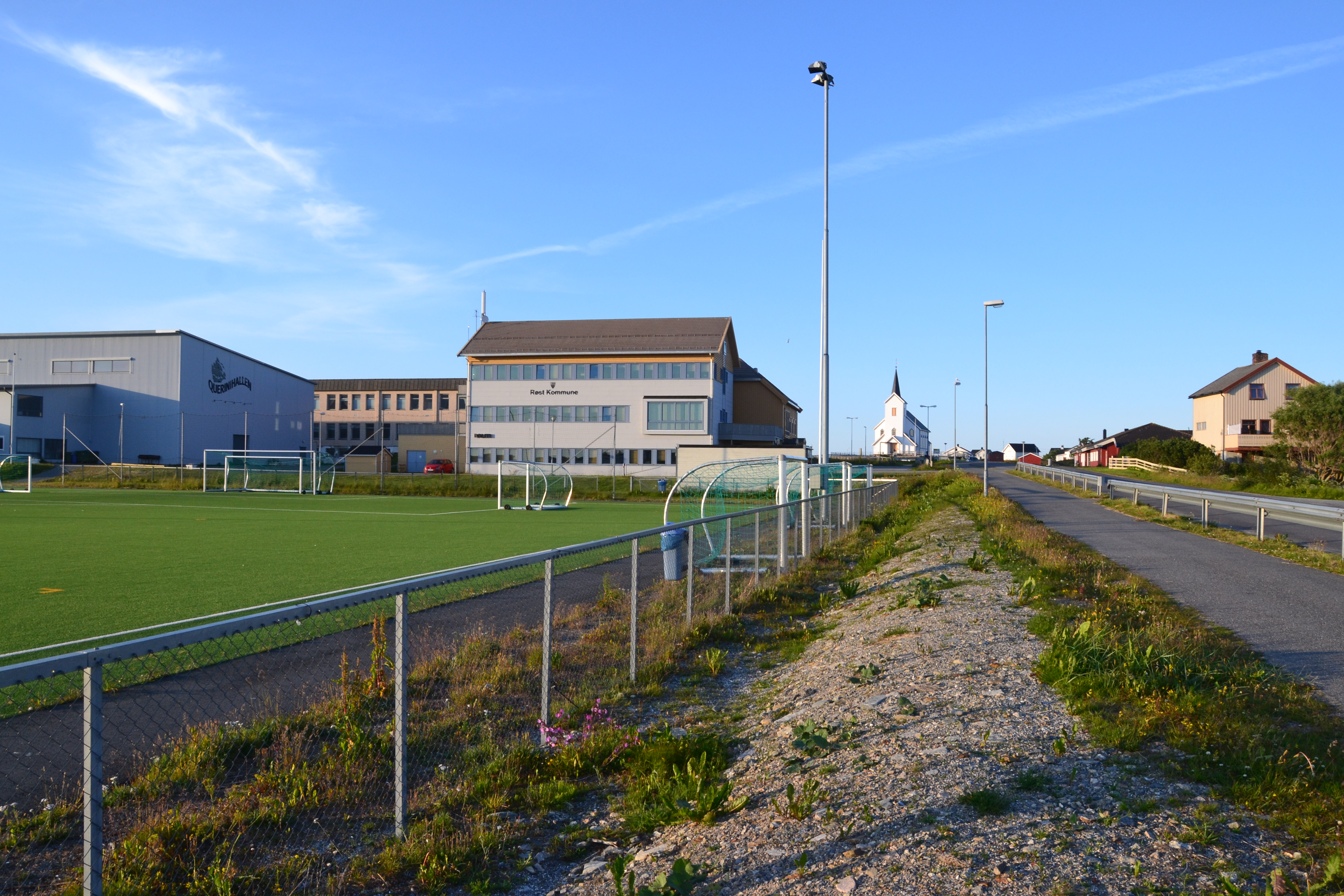
Рест. Центр
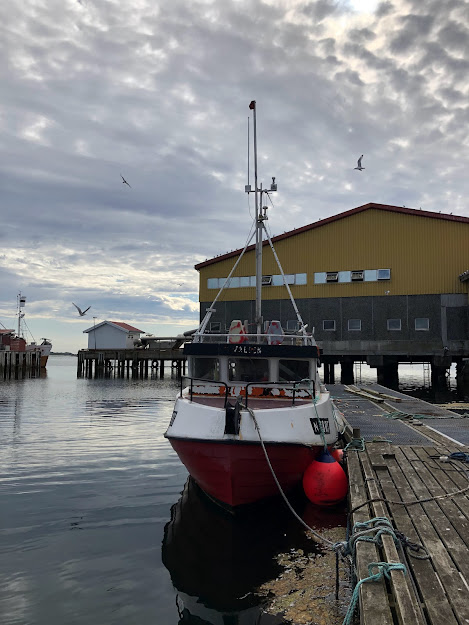
Рест. Одна з гаваней
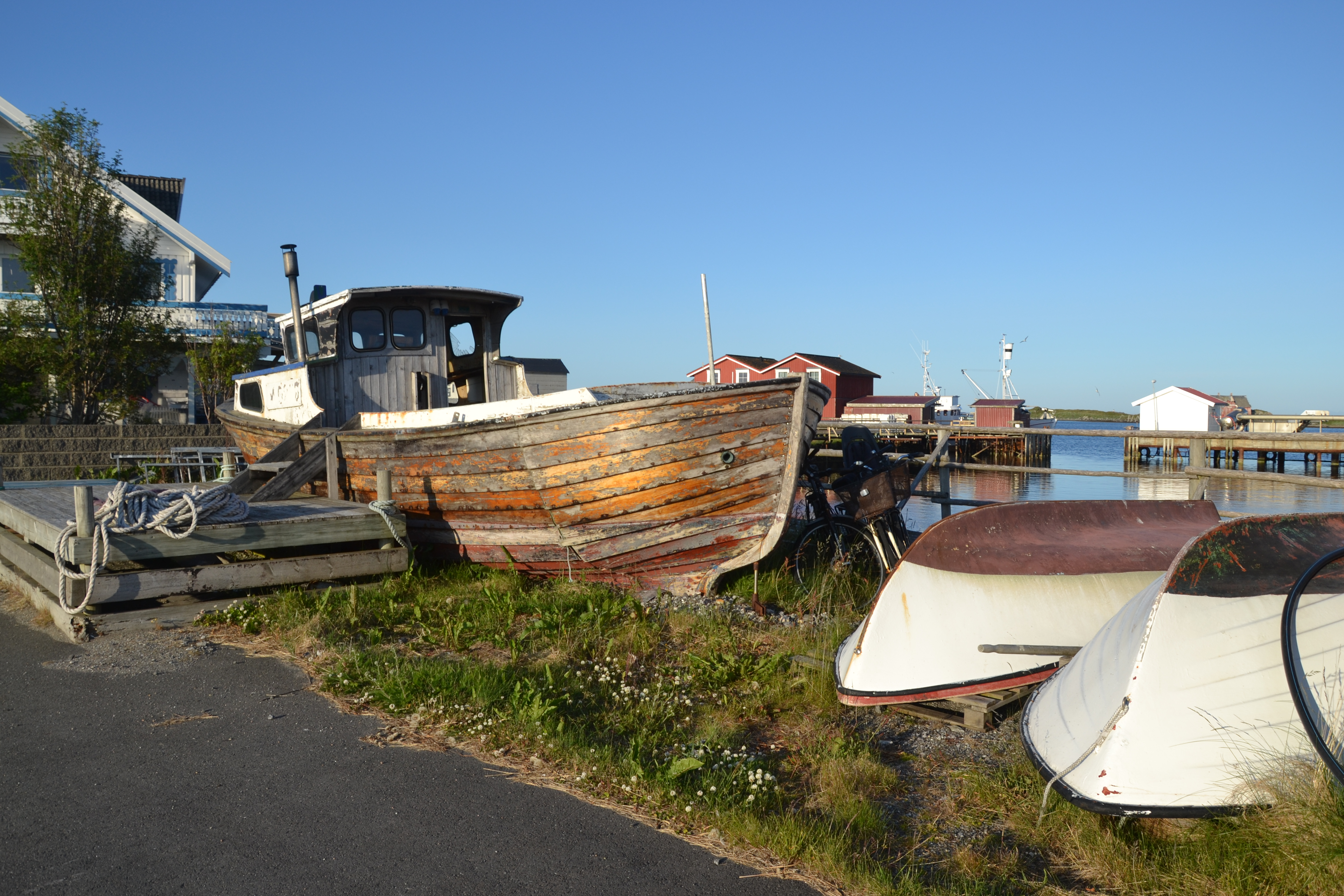
Рест. Ландшафти острова Рестланнет
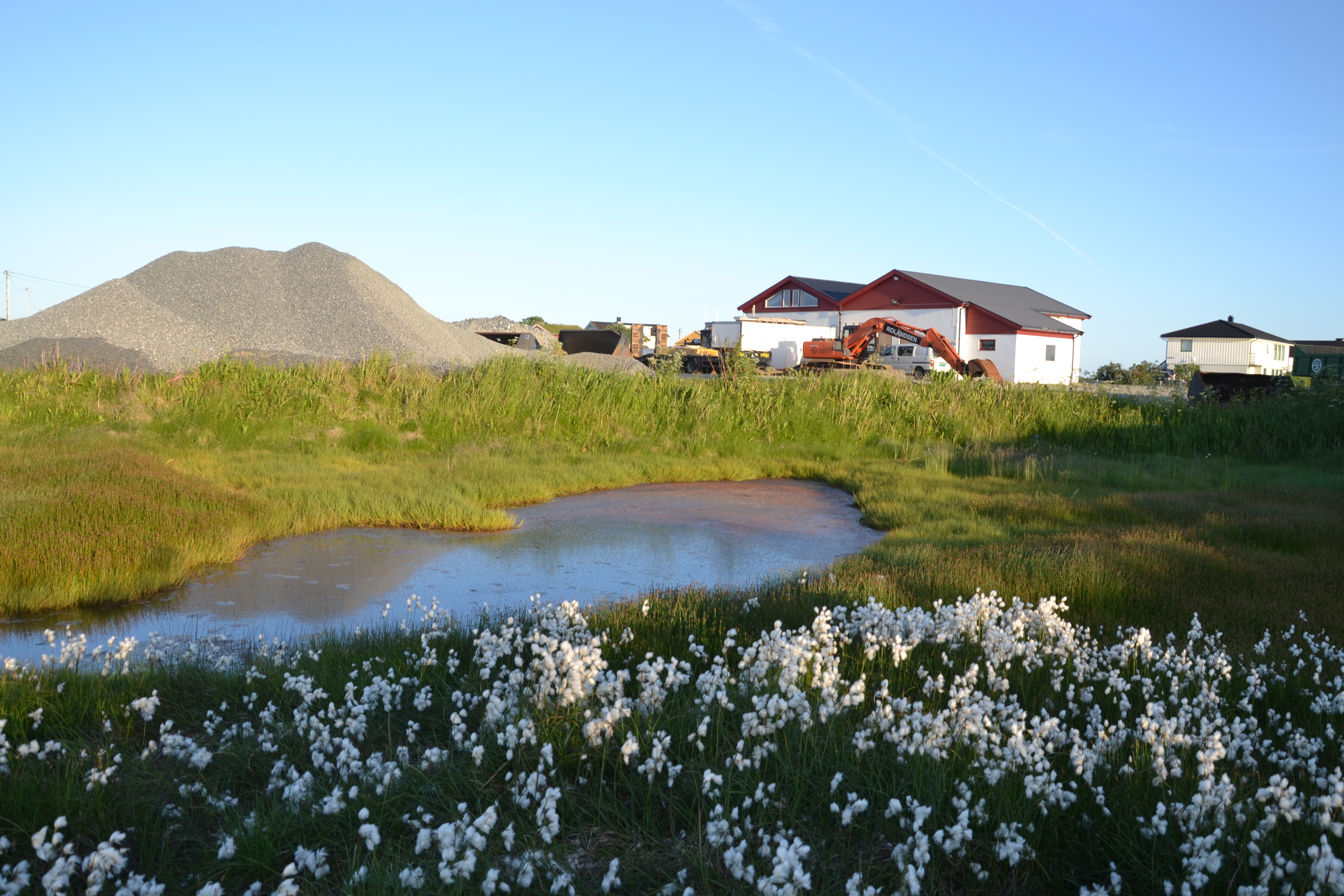
Рест. Ландшафти острова Рестланнет
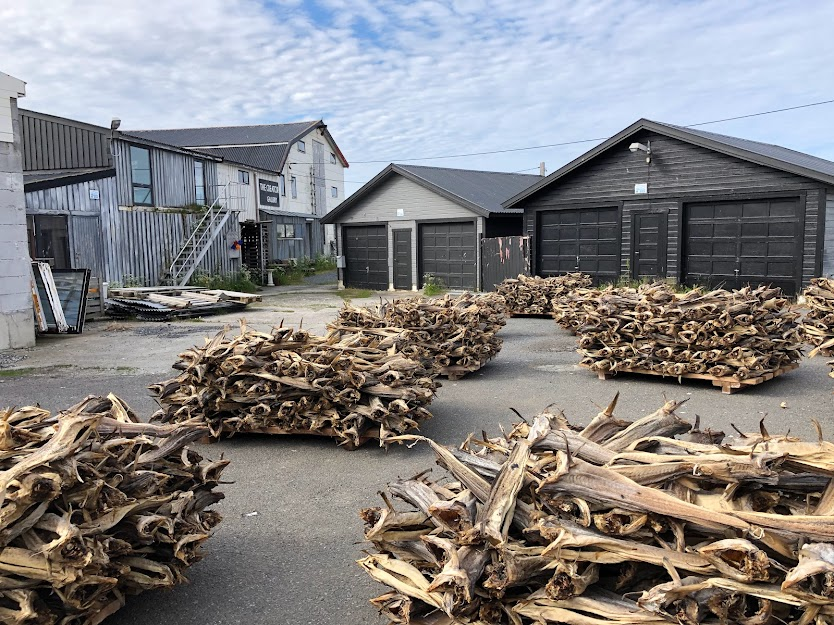
Палети з тріскою